# Wild Oats
Pour plus de détails, voir Fiche technique et Distribution.
Wild Oats est un film de Andy Tennant sorti le 16 septembre 2016 aux États-Unis.
C'est un film d'action, de comédie et d'aventure, écrit par Claudia Myers et Gary Kanew.

## Résumé de l'histoire
Le film parle d'une ancienne professeur appelée Eva qui a reçu par erreur un montant de 5 000 000 dollars au lieu des 50 dollars attendus. Elle et sa meilleure amie Maddie décident de prendre l'argent et de partir dans une aventure.

## Fiche technique
- Réalisation : Andy Tennant
- Date de sortie : 16 septembre 2016 (États-Unis)

## Distribution
- Shirley MacLaine : Eva
- Jessica Lange : Maddie
- Demi Moore : Crystal